# Pietro Fregoso
Pietro Fregoso ou Pietro di Campofregoso (1417 - 14 septembre 1459) fut doge de Gênes de 1450 à 1458.

## Biographie

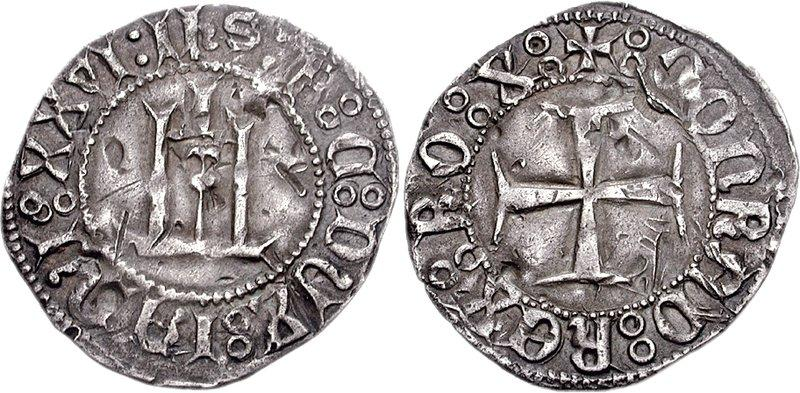
Un gros de Pietro di Campofregoso.

Pietro Fregoso est le petit-fils de Tommaso Fregoso, seigneur de Gavi et vassal des Visconti. Marié à Bartolomea Grimaldi, il eut six fils, dont l'un, Battista Fregoso, fut  également doge de Gênes,.
Il est élu doge le 8 septembre 1450, succédant à son cousin Lodovico di Campofregoso. Son règne est l’un des plus calamiteux pour les colonies orientales de la République de Gênes. Gênes perdit Péra en Turquie, Caffa en Crimée et Chios en Grèce, tandis que le commerce  avec ces régions déclinait. En 1458, après des troubles avec les soldats turcs et aragonais, et avec la faction gibeline à Gênes, Pietro demande l'aide du roi Charles VII de France  qui a comme conséquence la soumission  de Gênes à la France, qui dura jusqu'en 1461,.
Après une tentative d'insurrection contre les Français, Pietro est lapidé par la population près de la Porta Soprana le 14 septembre 1459,.

## Postérité
Pietro Fregoso est joué par Ali Ersin Yenar dans le film Fetih 1453 : La conquête 1453 de 2012. Dans ce film, Pietro, dont le nom n'est pas mentionné, ordonne à Giovanni Giustiniani ( Cengiz Coşkun ) de commander l'armée génoise pour aider l'Empire byzantin à se préparer à la guerre contre l'Empire ottoman après l' assaut d'un convoi génois par les Turcs dans le Bosphore.